# Ангус (фильм)
«Ангус» (англ. Angus, другое название — «Станцуем, крошка») — кинофильм.

## Сюжет
Ангус — обычный добрый мальчик. Правда он толстый, это повод для насмешек со стороны его одноклассников. Но Ангус очень сильный и может за себя постоять. Ангус любит играть в футбол, в школьной команде — он защитник. У Ангуса есть друг, мальчик небольшого роста. А сам Ангус влюблён в Мелиссу, самую красивую девочку в своей школе.
Но насмешки над Ангусом снова продолжаются, на этот раз насмешников трое, среди них очень красивый парень, с которым в данный момент встречается Мелисса. Ещё одна шутка школьников над мальчиком — они знают об его неумении танцевать и предлагают кандидатуру Ангуса на роль короля бала.
В итоге мальчика выбирают на эту роль и теперь он должен танцевать с самой Мелиссой, в которую он влюблён. Что же делать Ангусу — научиться танцевать или, может быть, перейти в другую школу — для способных детей: сам Ангус неплохо учится. Ангус всё-таки решает выучиться танцевать, в этом ему помогают его родные — мама и дедушка, а также его верный друг.

## В ролях
- Чарли Талберт — Ангус
- Джордж Скотт — дедушка
- Крис Оуэн
- Кэти Бейтс — мама
- Рита Морено
- Лоренс Прессмен
- Эриана Ричардс
- Анна Томсон
- Джеймс Ван Дер Бик
- Грант Хувер — Ангус в 8 лет
- Aaron Siefers — Ангус в 11 лет

## Съёмочная группа
- Авторы сценария: Джилл Гордон и Крис Кратчер (книга)
- Режиссёр: Пэтрик Рид Джонсон
- Продюсеры: Дон Стил и Чарльз Ровен
- Оператор: Александр Грузински
- Композитор: Дэвид Руссо
- Художник: Ларри Миллер
- Монтаж: Джанис Хэмптон
- Костюмы: Джилл Оханнесон

## Дополнительные факты
- Персонажи детей играют по два актёра разных возрастов.